# José Hernández (La Plata)
José Hernández es una localidad argentina del partido de La Plata, en la provincia de Buenos Aires. Está ubicada 9 km al noroeste del centro de la ciudad de La Plata.

## Geografía

### Población
Tenía una población de 6,320 habitantes (Indec, 2001).

## Sismicidad
La región responde a las subfallas «del río Paraná», y «del río de la Plata», y a la falla de «Punta del Este», con sismicidad baja; y su última expresión se produjo el 30 de noviembre de 2018 (6 años), a las 10:27 UTC-3, con una magnitud de 3,8 en la escala de Richter.
La Defensa Civil municipal debe advertir sobre escuchar y obedecer acerca de 
Área de
- Tormentas severas, algo periódicas
- Baja sismicidad, con silencio sísmico de 6 años

## Toponimia
Es en homenaje al autor del Martín Fierro.

## Historia
Su nombre actual lo adoptó el 15 de julio de 1888 y desde entonces se consolidó como un punto de referencia en la ciudad, a la vez que exprimento un gran crecimiento en las últimas décadas. 
La historia de la localidad se remonta a 1872, cuando Jorge Bell compró al fisco un sobrante de tierras de la denominada Estancia Grande. Unos años más tarde, el 16 de enero de 1879, este inmigrante escocés adjudicó a su hijo -también llamado Jorge- esas parcelas, que pertenecían al partido de la Ensenada.
Al crearse La Plata, en 1882, parte de los terrenos de Bell fue expropiada para completar la traza del ejido de la nueva capital, en la franja noroeste. Pero unos años más tarde -el 6 de octubre de 1886-, Teodoro Serantes compró al Estado provincial la chacra N.º 2 de la Sección “D” del ejido de La Plata, con una superficie de 13 hectáreas.
Esta extensión fue subdividida por su propietario para dar origen a la Villa Serantes, donde en 1888 se instaló una estación del estratégico ramal ferroviario que unió a las Lomas de Tolosa con Ferrari -hoy Brandsen-
Esa estación fue bautizada José Hernández -en homenaje al poeta, periodista y legislador argentino, autor del Martín Fierro, que había muerto un par de años antes, en 1886- y librada al servicio público el 15 de julio de 1888.
Actualmente la comunidad tiene su sede administrativa en 25 entre 512 y 513. Las nuevas oficinas comunales fue inauguradas meses atrás, después de que el tradicional edificio de 131 y 511 sufriera graves daños por un incendio.
Forma parte de la zona que se desarrolló en la línea del entonces Ferrocarril del Sur (luego Ferrocarril General Roca) que vincula a La Plata con Buenos Aires, al igual que Tolosa, Ringuelet, City Bell y Villa Elisa, Gonnet, Villa Castells, Arturo Seguí.
El 13 de julio de 1882 el gobierno provincial comenzó la construcción de nuevos ramales del ferrocarril que comunicaran a la nueva capital provincial con el Ferrocarril del Oeste y el Ferrocarril del Sur. La línea La Plata - Empalme Pereyra (luego Villa Elisa) se inauguró el 1 de enero de 1889.

## Deportes
Entre los clubes que integran la localidad se encuentran:
- Centro de Fomento Social y Deportivo José Hernández